# Opogona incorrectella
Opogona incorrectella är en fjärilsart som beskrevs av Pierre E.L. Viette 1957. Opogona incorrectella ingår i släktet Opogona och familjen äkta malar. Inga underarter finns listade i Catalogue of Life.